# أنبوب جايجر-مولر

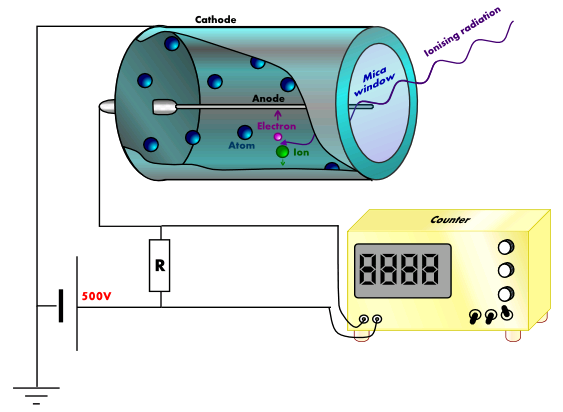

انبوب جايجر-مولر في فيزياء الجسيمات (بالإنجليزية: Geiger–Müller tube)
هو الجزء الحساس من عداد جايجر ويمكنه قياس شعاع منفرد من أشعة مؤينة وينتج صوتا مثل النقرة عند تسجيله لكل شعاع يدخله. ويرجع اسم الأنبوب إلى العالم الألماني هانز جايجر الذي اخترعه عام 1908،  
و تلميذه الباحث معه والتر مولر الذي طور الأنبوب عام 1928. 
ويعتبر الأنبوب نوع من غرفة تأين.

## وصفها وطريقة عملها

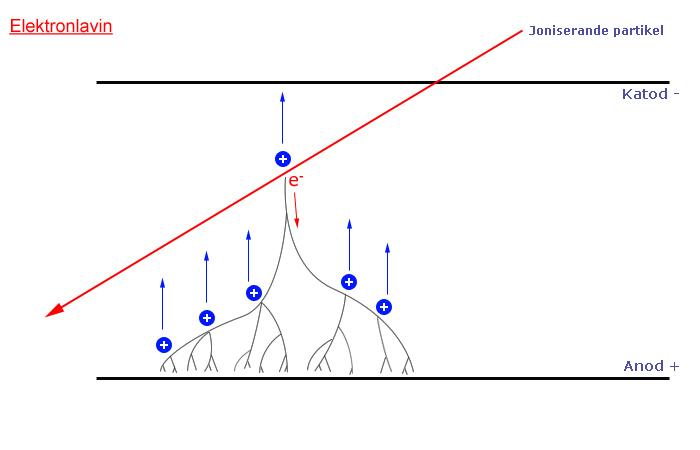
يسبب شعاع ساقط (أحمر) هنا أيونا موجبا وإلكترونا في الغاز، ويتسارع الإلكترون مسببا شلالا من الإلكترونات تحدث نبضة على المصعد Anode.

يملأ أنبوب جايجر-مولر بغاز نبيل عند ضغط منخفض (نحو 1و0 ضغط جوي)، والغاز المستخدم النيون أو الهيليوم أو أرجون (عنصر) كما يحتوي الغاز على قليل من بخار عضوي أو غاز هالوجين (فلور أو كلور). يحتوي الأنبوب على قطبين كهربائيين منعزلين (مصعد ومهبط)، بينهما جهد كهربائي يقدر بعدة مئات فولت وبحيث أن لا يسير بينهما تيار كهربائي. تصنع جدران الأنبوب من المعدن أو يكون سطحها الداخلي مطليا بطبقة معدنية موصلة للكهرباء لتكون المهبط بينما يشكل سلك مركزي مار بطرفي الأنبوب من الداخل المصعد.
عند مرور شعاع مؤين داخل الأنبوب فإنه يؤين بعضا من جزيئات الغاز أو ذرات الغاز مكونة أيونات موجبة الشحنة وإلكترونات. يعمل الحقل الكهربائي الموجود في داخل الأنبوب الناشيئ بين المهبط والمصعد على تسريع الأيونات الموجبة إلى المهبط والإلكترونات إلى المصعد. وتكتسب الأيونات والإلكترونات سرعات عالية بحيث تؤين بالاصتدام عددا أكبر من ذرات الغاز مكونة شلالا من الشحنات.
يصل شلال الإلكترونات بسرعة إلى المصعد وتسبب نبضة كهربائية يمكن عدّها بعداد إلكتروني.
وتحوي معظم العدادت على مكبر صوت يجعل تسجيل النبضة الكهربائية مسموعا. ويتناسب معدل النبضات في الثانية مع كثافة الإشعاع. كما يوجد نوع من عدادت جايجر له لوحة ومؤشر يبين معدل الجرعة الإشعاعية بوحدة مللي ريم. ساعة، إلا أنها لا تعطي بسهولة جرعة الاشعة الحقيقية نظرا لأن الأنبوب لا يفرق بين طاقات الأشعة.

## هضبة جايجر

خواص انبوب جايجر-مولر. تغير مقدار تأين الغاز بزيادة جهد المصعد.

هضبة جايجر هي نطاق الجهد الكهربائي الذي يعمل فيه عداد جايجر. فعندما يتعرض أنبوب جايجر-مولر إلى مصدر إشعاع ثابت ونبدأ بزيادة الجهد من الصفر، نجد أن معدل القياس يزيد زيادة سريعة، حتى يصل إلى مستوى معين يهدأ فيه معدل القياس ثم تاتي مرحلة تالية يتزايد فيها العد مع تزايد الجهد وتسمى تلك المنطقة «المنطقة التناسبية» proportional، ومع استمرار زيادة الجهد الكهربائي يصل تولد الأيونات والإلكترونات إلى أقصي مستوي ويظل ثابتا أو يتغير فيه معدل القياس بنسبة مئوية قليلة فقط لكل 100 فولت نزيدها للجهد الكهربائي. تلك المنطقة هي هضبة جايجر (في الرسم plateau).
وتعتمد خواص المنحنى للأنبوب على حجم الأنبوب ونوع الغاز فيه حيث يمكن أن تتغير بسببها حدود 
الجهد الكهربي الذي نضعه على المصعد. وفي منطقة الهضبة المستوية يكون فرق الجهد بين المهبط والمصعد كبيرا بحيث يتأين كل الغاز داخل الأنبوب عند دخول شعاع مؤين فيه مثل جسيم ألفا أو جسيم بيتا أو أشعة غاما. أما عند جهد أقل من جهد هضبة جايجر يكون الجهد الكهربائي ليس كبيرا بحيث يحدث تأين كامل للغاز داخل الأنبوب، ويحدث فقط شلالا من الإلكترونات محدودا ويعمل الأنبوب في تلك المنطقة التناسبية proportional ك عداد تناسبي، حيث يكون حجم النبضة الكهربية الناشئة على المصعد متناسبا مع التأين الأولي الحادث من الإشعاع. أما إذا أزدنا الجهد عن ذلك النطاق التناسبي نجد أن حجم النبضة الكهربية تتعدى منطقة التناسب، ويحدث تأين كامل للغاز في الانبوب. وإذا زاد الجهد الكهربائي عن منطقة هضبة جايجر يحدث تفريغ كهربائي يجعل الأنبوب غير قادر على قياس الإشعاع.
تتميز هضبة جايجر كما في منحنى الخواص بميل قليل بسبب تزايد حساسية الأنبوب لقياس الإشعاع المنخفض الطاقة، ويرجع ذلك إلى زيادة الجهد على الأنبوب.
وعادة عندما يدخل جسيم مشحون الأنبوب ويؤين ذرة واحدة من الغاز فيتأين باقي الذرات في الغاز. فإذا كان الجسيم الداخل منخفض الطاقة فقد تكون طاقة حركته بالإضافة إلى طاقة الوضع الناشئة عن الجهد الكهربائي ليست كافية لإحداث تتابع لتأين الغاز، بل يلتقط الأيون إلكترونا ويتعادل ولا تنشأ نبضة ولا يحدث قياس.
وعندما يتزايد الجهد يكون الحد الأدنى لتسجيل طاقة الإشعاع منخفضا، مما يزيد من حساسية العداد. وعند الهضبة يتغير معدل القياس قليلا مع تغير الجهد وذلك لمصدر للإشعاع ثابت، ومن أجل معايرة العداد فيجب العمل بجهد ثابت للمحافظة على العمل السليم للأنبوب.

## أنواع أنابيب جايجر-مولر

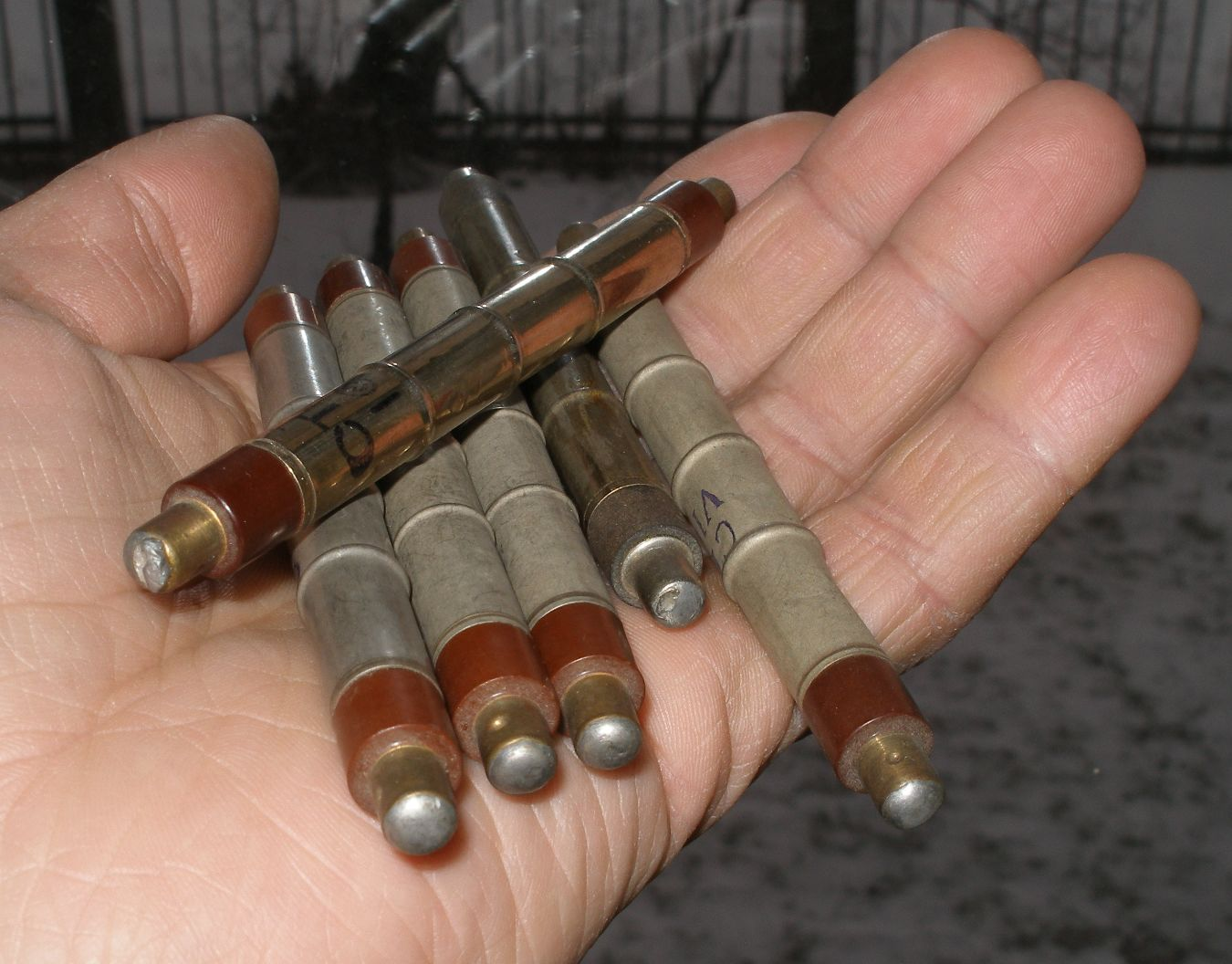
بعض أنابيب جايجر-مولر من نوع СТС-5.

تتميز أنابيب جايجر-مور بنافذة على طرف الأتبوب تدخل منه الأشعة أو الجسيمات، وينتهي الطرف الآخر بوصلة توصيل الكهرباء وعد النبضات. ويوجد نوعان من النوافذ: نافذة المايكا ونافذة الزجاج. ولا تصلح النافذة الزجاجية لقياس أشعة ألفا حيث أنها سميكة لا تقوى أشعة ألفا على النفاذ منها. ويستخدم الانبوب ذو النافذة الزجاجية لقياس أشعة بيتا والأشعة السينية. كما يستخدم انبوب جايجر-مولر ذو نافذة من المايكا لقياس أشعة ألفا ولكن تلك النافذة رقيقة وتكون معرضة للكسر.
وتستطيع جميع الأنواع قياس أشعة غاما النفاذة وكذلك قياس أشعة بيتا فوق 5و2 ميجا إلكترون فولت (إذا كانت طاقة الإلكترونات أقل من 5و2 مليون إلكترون فولت فإنها تمتص في النافذة ولا تدخل الأنبوب). كما أن أنبوب جايجر-مولر لا يصلح لقياس النيوترونات لأن النيوترونات متعادلة الشحنة ولا تؤين الغاز في الأنبوب.
ولكن يمكن صناعة أنابيب تكون حساسة للنيوترونات وهي تكون مطلية من الداخل بطبقة من البورون أو تحتوي على عاز ثالث فلوريد البورون أو الهيليوم-3. تتفاعل النيوترونات مع أنوية ذرات البور وتنتج جسيم ألفا أو تتفاعل مع الهيليوم-3 وتنتج أيونات الهيدروجين والتريتيوم وإلكترونات. تلك جسيمات مشحونة ويمكنها تأيين الغاز وإنتاج النبضات الكهربية على المصعدو يتم عدها.
ورغم أن معظم أنابيب جايجر-مولر قادرة على قياس أشعة غاما النفاذة إلا أن الأنابيب العادية تكون ضعيفة الحساسية بسبب نفاذية أشعة غاما الشديدة في الغاز قليل الضغط في الأنبوب، فمعظم أشعة غاما يدخل ويخرج من الأنبوب بدون أن يحدث تأينا. يمكن التغلب غلى ذلك باستخدام غازات للأنبوب تستطيع امتصاص أشعة غاما بكفاءة أكبر، ويكون ذلك باستخدام غازات ثقيلة مثل الكريبتون أو سينون في الأنبوب. ويمكن تحسين أنابيب قياس أشعة غاما باستخدام مهبط من الرصاص الرقيق أو الفولاذ 
تتفاعل أشعة غاما معها وتنتج إلكترونات يمكن عدها.

## زمن الاحتجاز
بعد حدوث نبضة الجهد مباشرة يكون العداد في حالة لا يستطيع خلالها تسجيل شعاع آخر دخل الأنبوب، تستغرق تلك الحالة نحو 1و0 مللي ثانية (أي 0001و0 ثانية) وتسمى لذلك بالإنجليزية «زمن الموت» dead time. ويرجع سبب ذلك إلى وجود أيونات ذرات الأرجون في الغرفة (الأنبوب) بعد النبضة الإلكترونية وهي تحجب الجهد الكهربي عن المصعد خلال هذا الوقت. وبعدما تختفي سحابة الإيونات من الغاز بتوجهها والتقاطها من المهبط عندئذ يصبح العداد مستعدا لتسجيل شعاع آخر. ويعتمد زمن الاحتجاز هذا على نوع العداد حيث يعتمد على مقدار الجهد الكهربائي المستخدم ومقاييس أنبوب جايجر-مولر ونوع الغاز فيه. كما تعمل إضافة هالوجين أو إيثانول إلى الغاز على تقصير «زمن الاحتجاز».
وتستطيع عدادات جايجر قياس عدد النبضات الحادثة ولكن لا يستطيع تحديد نوع الجسيم أو الإشعاع المتسبب. ورغم أن قدرة جسيم مثل أشعة ألفا تختلف عن مقدرة شعاع غاما على تأيين الغاز اختلافا كبيرا وتختلف طاقة كل منهما أيضا كثيرا إلا أن عداد جايجر  لا يستطيع التفرقة بينهما. ومن أجل هذا السبب يمكن تعديل بعض أنواع عدادات جايجر-مولر في هيئة العداد التناسبي لمعرفة نوع الأشعة الساقطة وكذلك قياس جرعة الطاقة الإشعاعية.

## الإخماد وزمن الاحتجاز
عداد جايجر-مولر المثالي يعطي نبضة واحدة لكل شعاع مؤين يدخله، فلا يكون مذبذبا فيعطي نبضات ثانوية كما يجب أن يستعيد سريعا قدرته على القياس. ولكن لسوء الحظ أن أيون الأرجون ذو الشحنة الموجبة عندما يلتقط إلكترونا من المهبط ويتعادل كهربائيا يكون في حالة إثارة، وعندما تعود ذرة الأرجون إلى الحالة القاعية بإصدارها فوتونا فإن هذا الفوتون في إمكانه التسبب في تأين الغاز من جديد. يمكن منع ذلك بواسطة إضافة بخار غاز عضوي مثل إيثانول أو البوتان أو أحد الهالوجينات مثل البروم أو الكلور.

## اقرأ أيضا
- تجربة أليس
- تجربة أطلس
- تجربة سوبر كاميوكاندي
- مكشاف مصادم فيرميلاب
- عداد جايجر
- عداد شرائح رقيقة
- غرفة سلكية
- عداد شيرينكوف
- عداد وميضي
- عداد تناسبي
- عداد شبه الموصلات
- عداد نيوترينو
- عداد نيوترونات
- إشعاع مؤين
- مطياف ألفا المغناطيسي